# (7098) Réaumur
(7098) Réaumur est un astéroïde de la ceinture principale.

## Description
(7098) Réaumur est un astéroïde de la ceinture principale d'astéroïdes. Il fut découvert par Eric Walter Elst le 9 octobre 1993 à l'observatoire de La Silla. Il présente une orbite caractérisée par un demi-grand axe de 2,63 UA, une excentricité de 0,214 et une inclinaison de 5,72° par rapport à l'écliptique.
Il fut nommé en hommage à René-Antoine Ferchault de Réaumur (1683-1757), qui est un physicien et naturaliste (entomologiste) français.

## Compléments